# Englandskrigene
Englandskrigene er den almindelige betegnelse for Danmark-Norges deltagelse i Napoleonskrigene.

## Optakt
Da udenrigsminister A.P. Bernstorff døde i 1797, satte kronprins Frederik for alvor sin politiske vilje igennem i alle spørgsmål. Dette betød, at året efter, da den hollandsk fødte storkøbmand Frédéric de Coninck via finansminister Ernst Heinrich Schimmelmann bad om en flådekonvoj til fyrre handelsskibe, blev dette givet, trods protester fra den nye udenrigsminister Christian Bernstoff. Konvojen var på vej fra Hollandsk Ostindien til København og var hovedsageligt lastet med franske og hollandske varer. På denne måde blev den danske neutralitet væbnet, og man var ikke mere forsigtig i sine signaler over for andre lande, men stod fast på det neutrale flags ukrænkelighed. Flere tilsvarende konvojer blev bevilget i det næste år, og cheferne for disse fik ordre til, uagtet en eventuel overmagt, at sætte sig til modværge, hvis fremmede flådeenheder forsøgte at undersøge papirer og last i skibe under dansk flag. Dette var højt spil, for man vidste, at mange skibe kun rent proforma sejlede under dansk flag. Det viste sig dog, at denne politik gik rigtig godt i de første år, og England holdt sig til at fremsætte diplomatiske protester. I december 1799 blev en engelsk matros dræbt, da man ved Gibraltar forsøgte at udføre en visitation. Da det imidlertid i 1800 så ud til, at Rusland ville stille sig i spidsen for et nyt væbnet neutralitetsforbund, reagerede England. I sommeren 1800 opbragte en engelsk eskadre ved Ostende således en dansk konvoj, der blev eskorteret af fregatten Freya. Fregatkaptajnen nægtede, i overensstemmelse med sine ordrer, at lade englænderne visitere skibene og der udbrød kamp. Freya var dog i undertal med sine 40 kanoner mod englændernes 130, og efter en times kamp måtte man stryge flaget. Dette fik Danmark til at bede zaren om at virkeliggøre det væbnede neutralitetsforbund. I august ankrede en engelsk flåde imidlertid op ved København, og under trussel om bombning af hovedstaden indledte man forhandlinger, hvor Christian Bernstorff lovede at indstille midlertidigt, mens de to regeringer vedtog fælles regler om hvornår og hvordan konvojerne måtte benyttes, man gav dog ikke formelt afkald på retten til at bruge konvojer. Måneden efter kom en russisk kurer til Danmark med en formel invitation til at deltage i det væbnede neutralitetsforbund, og i december 1800 dannedes forbundet med Danmark, Sverige, Rusland og Preussen som medlemmer. Dette forbund udviklede sig desværre i en uheldig retning året efter, da den russiske zar, som leder af neutralitetsforbundet, indgik en alliance med Frankrig og de to stormagter gennemtvang en lukning af alle europæiske havne for England. England forlangte på baggrund af dette, at Danmark øjeblikkeligt udtrådte af forbundet. Men hvis man efterkom det krav, ville man indirekte blive allieret med England, og Rusland og Frankrig ville med stor sikkerhed tvinge en eller flere af deres allierede til at erobre Danmark. Sverige havde kig på Norge, og hvis Preussen samtidig kunne erobre den jyske halvø, ville man kunne lukke Englands adgang til Østersøen. Danmark valgte derfor det mindste af to onder, og man afslog alle engelske forhandlingsforslag. Dette betød, at England den 12. marts 1801 sendte en flåde mod Danmark med henblik på at tvinge Danmark ud af neutralitetsforbundet.

### Slaget på Reden
København gjorde sig klar til englændernes ankomst. Størstedelen af den danske flåde var ikke sejldygtig, og de fleste skibe var ikke taklet til efter vinteren. Resten af fartøjerne lå i flådens leje uden stænger, ror, tovværk eller sejl. Takkelagen lå som altid beskyttet i Holmens magasiner. En tiltakling ville tage seks uger og så lang tid var der ikke. De få tiltakkede skibe beskyttede indsejlingen til København ved at ligge i Kronløbet. Det egentlige forsvar blev en forsvarslinie af flydende fæstninger, som var udrangede linieskrog, som blev slæbt ud af havnen og svinebundet med fire ankre i en buet linje fra Trekroner til Amager. Små fartøjer og pramme med kanoner blev placeret mellem disse fæstninger. Kommandoen fik kommandør Olfert Fischer, der rejste sin stander på Dannebrog, der lå midt i linjen. Det manglende mandskab til at bemande alle disse skibe skaffedes ved at tilbyde 15 rigsdaler på hånden, en hurtig træning i betjening af en kanon og besked på at kæmpe tappert for konge og fædreland.
Den engelske flåde kunne 30. marts uhindret passere Kronborg. Den holdt sig tæt op ad den svenske kyst. Kronprinsen havde af frygt for fritagelse af øresundstold frabedt sig svensk hjælp i kampen. Derfor forårsagede kampen mellem fæstningen og den engelske flåde ikke større skade på nogen af siderne. Ved middagstid samme dag kunne flåden ankre op ved Taarbæk rev. Parkers plan var at angribe Konedybslinien sydfra med halvdelen af flåden, mens to af flådens brandere skulle angribe blokskibene i Kronløbet. Angrebet skulle så afsluttes med en storm på Trekroner. De næste dage gik med forberedelser, bl.a. lodning af farvandet og rekognoscering. De engelske skibe sejlede sydover forbi København, så de bedre kunne undgå de danske landbatterier, Sixtus, Quintus og Trekroner.
Københavns Red var yderst kompliceret at navigere i og var tæt forsvaret. Nelson tog kommando over tolv af de engelske linjeskibe med de mindst dybe skrog og kunne dermed liste sig gennem de ukendte lavvandede områder. Han tog initiativet til slagets begyndelse, selv om de fire største skibe løb på grund (Elephant, Defiance, Russel og Bellona). Som støtte til den forreste engelske deling lå en række bombeskibe, der uforstyrret kunne bombardere København.
Efter fire timers intens kamp var slaget ikke kommet nærmere en afgørelse. De resterende engelske skibe lå forankret ved stævnen kun 200 meter fra den danske forsvarslinje, der inkluderede både skibe og det stærke Trekroner-batteri, som aldrig indstillede beskydningen af englænderne. Bombardementet fra begge sider var intenst.
Under disse kampe signalerede Parker, at Nelson skulle trække flåden tilbage, men Nelson, der var fast indstillet på at sejre, ignorerede signalet. Det var ved denne lejlighed, at Nelson efter sigende satte kikkerten for det blinde øje og sagde, at han ikke kunne se signalet. Kritikere har forsvaret Parker og hævdet, at Parker aldrig gav ordre til retræte, men i virkeligheden blot gav Nelson tilladelse til at trække flåden ud af kampen, hvis det var nødvendigt.
Men samtidig sendte Nelson kurerer af sted bærende det hvide flag, som ikke kunne undgås at ses af Kronprins Frederik. Kurererne afleverede en besked, i hvilken Nelson truede med at afbrænde alle tilfangetagne batterier, stykpramme og blokskibe uden at være i stand til ”at redde de tapre danske sjæle, der forsvarede dem”. Beskeden ankom på et tidspunkt, hvor en række danske skibe var ukampdygtige.
Nelson forklarede senere, at brevet blev skrevet på grund af hans medfølelse for de danske, men danske historikere hævder til stadighed, at beskeden blot var en krigslist, et desperat forsøg af Nelson på at standse slaget. De samme historikere hævder også, at Nelson rent faktisk ikke havde erobret eller tilfangetaget et eneste dansk-norsk skib, da han sendte brevet. Påstandene støttes af, at tre engelske slagskibe havde mistet deres manøvredygtighed og var indenfor rækkevidde af Trekroner-batteriet. Da kronprinsen læste brevet, accepterede han straks en våbenhvile – uden at konsultere de dansk-norske kommandører, Olfert Fischer og Steen Bille.

### Efterspil
Endnu mens den engelske flåde var på vej mod Danmark ændrede den politiske situation sig drastisk. Den 21. marts havde England påbegyndt fredsforhandlinger med Frankrig. Ligeledes havde man den 24. marts udsendt en kurer fra udenrigsministeriet med vigtige depecher, der skulle bane vejen for en politisk forståelse med Rusland. Hvad englænderne ikke vidste var at zaren dagen forinden var blevet myrdet og hans søn, Alexander, havde overtaget magten. Denne ønskede også at søge en politisk forståelse med England og havde 25. marts ligeledes afsendt en kúrer. Hverken den engelske østersøflåde eller den danske regering kendte dog til disse planer. Derfor skulle slaget på Reden udkæmpes, selvom da det blev udkæmpet havde mistet sin politiske berettigelse. Danmark kæmpede da man frygtede den russiske zar mere end englænderne, men da slaget blev udkæmpet var han ikke mere til og meddelelsen om hans død nåede først Danmark 8. april og man måtte efter våbenstilstanden 9. april gå i gang med at indordne sig efter den nye politiske situation. Med zar Pauls død faldt det væbnede neutralitetsforbund fra hinanden og Danmark blev reduceret til en magtesløs tilskuer, mens stormagterne nyordnede Europa efter 8 års krig. Den svenske konge valgte at betragte våbenstilstanden som et forræderi mod neutralitetsforbundet, og udnyttede den til at svække Danmarks position i St. Petersborg. Samtidig havde man planer om angreb på først selve Norge og senere København, så man kunne udnytte Danmarks svage position efter våbenstilstanden. Planerne måtte dog opgives på grund af manglende stormagtsstøtte. Preussen, som Danmark havde været med til at presse ind i neutralitetsforbundet forlod det i samme øjeblik som meddelelsen om tronskiftet nåede Berlin. Samtidig forlangte Preussen at Danmark øjeblikkeligt rømmede Hamborg, mens Danmark magtesløst måtte se Preussen opretholde deres besættelse af Hannover og Laurenborg. Danmarks udenrigspolitik baserede sig afgørende på forholdet til Rusland og man studerede derfor omhyggeligt informationerne fra St. Petersborg og lod zaren vide at man var villige til at lade ham forhandle på neutralitetsforbundets vegne. Da zaren imidlertid, på egen hånd, forhandlede sig til en aftale med England, hvori man gav afkald på de tre neutralitetsprincipper der udgjorde en trussel mod England. Disse var de neutrales ret til:
- at sejle med krigskontrabande.
- at transportere de krigsførendes gods
- at afvise visitation af konvojer

og blev 17. juni præsenteret for Sverige og Danmark med krav om øjeblikkelig accept, gav kun den svenske konge sin accept af hensyn til anneksionsplanerne overfor Norge havde brug for et godt forhold til Rusland. Danmark derimod kunne ikke acceptere et sådant ydmygt nederlag for sin offensive neutralitetspolitik. Man forsøgte derfor gennem forhandlinger direkte med grev Bernstorff og lord Hawkesbury. Christian Bernstorff var i slutningen af maj rejst til London for at forhandle om tilbagegivelse af de opbragte danske skibe samt de besatte danske kolonier. Under sit ophold fik han fra kronprinsen meddelelsen om den russiske aftale og blev instrueret om at prøve at opnå bedre betingelser gennem forhandlinger med den engelske udenrigsminister. Specielt princippet om neutrale konvojers ukrænkelighed fandt kronprinsen det svært at opgive. Dette mislykkes dog totalt. Dels havde udenrigsministeren skaffet sig adgang til korrespondancen mellem Bernstorff og København, også den del der var i kode. Derfor vidste han at Danmark ikke havde noget at tilbyde til gengæld og heller ikke noget at true med. England havde i hundrede år kæmpet med de neutrale landes rettigheder og konventionen med Rusland gav nu landet næsten alle de rettigheder den havde søgt at opnå. Mens man havde forsøgt forhandlinger havde den russiske gesandt presset den danske regering for et svar. Således kunne depecheskonnerten Ørnen 26. september afsejle med instruks til grev Danneskjold-Løvendal om betingelsesløst at tiltræde den engelsk-russiske neutralitetskonvention. Den danske tiltræden skete under zarkroningens højtideligheder og baller. I fyrst Kurakins palads kunne den danske gesandt 10. oktober sætte sit navn under tiltrædelsesdokumentet og dermed en ende for kronprins Frederiks offensive neutralitetspolitik.

### Intermezzo
Danmark kunne med ændringerne i neutraliteten fortsætte sin handel, men England og Frankrig genoptog krigen i maj 1803. Efter Frankrig 2. december 1805 vandt et afgørende slag over Østrig og Rusland ved Austerlitz, beherskerede Napoleon nu størstedelen af Centraleuropa og han opfordrede Danmark til at indlemme Holsten i det nyoprettede Rhinforbund, der bestod af en lang række tyske stater der tidligere havde hørt til det nu opløste Tysk-romerske rige. Den danske regering gjorde det, men ikke på grund af den franske opfordring, men mere for at undgå at blive inddraget i det nordtyske forbund Preussen var ved at samle under sig til forsvarskampen mod Frankrig. På grund af de franske styrker, som nærmede sig rigets grænser besluttede man at opstille et hærkontingent i Holsten, for at signalere at Danmark ikke ville inddrages i nogle af de nordtyske krigshandlinger. Fra oktober 1805 tog kronprinsen og udenrigsministeren fast ophold i Kiel og statsrådetsstyret var dermed reelt opløst. I de kommende år blev alle beslutninger taget af kronprinsen enten alene eller i samråd med især udenrigsministeren. Efter Frankrigs sejr over Preussen i efteråret 1806 erklærede man 21. november, samme år fra Berlin fastlandsspærringen mod England, som 7. januar året efter svarede igen med erklæring, der forbød neutral skibsfart på Frankrig, franske allierede og havne, som englænderne ikke havde adgang til. Dette var et hårdt slag for den danske neutralitetsudnyttelse og antallet af konflikter med England over opbragte danske skibe steg kraftigt. Efter Frankrig havde slået de sidste rester af den preussiske hær og derefter slået den russiske hær på flugt i efteråret 1807, indgik Rusland og Frankrig freden i Tilsit 7. juli 1807. Heri indvilligede Rusland at tilslutte sig fastlandsspærringen og i en hemmelig bestemmelse blev det aftalt at de øvrige europæiske neutrale lande skulle tvinges til det samme. Da dette blev kendt i England besluttede man at give Danmark et ultimatum: Danmark måtte enten tilslutte sig den engelske alliance eller udlevere flåden, som pant for landets fortsatte neutralitet. Baggrunden for denne beslutning var dels mistro til at Danmark ville eller kunne forsvare sig mod den fransk-russiske alliance og dels rygter, startet af franskmændene, om at Frankrig ville indlemme den danske flåde i sin egen. For Danmark var disse krav helt uantagelige for allierede man sig med England ville landet helt sikkert blive rendt over ende af Frankrig og Sverige og englændernes mulighed for at forsvare Danmark var urealistiske.

### Københavns bombardement
Uden en formel krigserklæring landsatte englænderne 16. august 1807 en større styrke på Sjælland ved Vedbæk. Da den danske hovedstyrke befandt sig i Holsten sammen med kongen og kronprinsen måtte den nyudnævnte kommandant Ernst Peymann derfor kæmpe med overvejende utrænede landeværnssoldater. Efter en engelsk belejring af København kom det til kampe syd for hovedstaden. Således blev en større dansk landeværnshær slået i slaget ved Køge 29. august. Da ethvert forsøg på at slå de engelske landstyrker, og da flåden ikke var kampdygtig, men stadig var oplagt, for ikke at udfordre englænderne, gjorde man sig klar til et engelsk stormangreb. Dette kom aldrig, men i stedet for blev København, nætterne mellem 2.–5. september, det første offer for en bombning (brandbomber) af en civilbefolkning. 1600 indbyggere blev dræbt og ligeså mange såret. Efter den sidste nats bombardementer opgav Peymann og overgav betingelsesløst byen til englænderne, noget han senere blev dømt til døden for. Englænderne overtog nu alle de danske skibe, der lod sig klargøre, mens de ødelagde resten og alle værktøjer og andre ting af værdi på Holmen. Et tilbud om en engelsk-dansk alliance blev afvist, da man allerede havde fået et ultimatum fra Frankrig, hvori man fik valget om enten at tilslutte sig fastlandsspærringen eller belave sig på krig. Det engelske overfald på Sjælland var det der skubbede Danmark i armene på Napoleon der 31. oktober samme år kunne underskrive en fransk-dansk alliance i Fontainebleau. Danmark var nu officielt i krig med England og alle danske kolonier blev herefter besat.

### Allieret med Frankrig
Resten af krigen kunne Danmark kun hævde sig i de danske farvande ved hjælp af de små, men effektive kanonbåde. Herved lykkedes det at erobre mindre engelske fartøjer i de danske farvande, den såkaldte kanonbådskrig.
Sverige havde til forskel fra Danmark tilsluttet sig England og mistede Finland og Ålandsøerne til Rusland. Danmark blev tvunget til at gå ind i krigen mod Sverige for at få det til at tiltræde fastlandsspærringen. Et spansk-fransk hjælpekorps under ledelse af Jean Baptiste Bernadotte blev sendt til Danmark med henblik på en fælles landgang i Skåne. Tropperne nåede dog aldrig længere end til Kolding,hvor de var indkvarteret og skyld i branden på Koldinghus. Her hørte de spanske tropper om oprøret i deres hjemland mod Frankrig og de gjorde herefter mytteri. 13. marts 1808 døde Christian 7. og Frederik 6. var nu ikke kun konge af gavn men også af navn. Dette mærkedes hurtigt da det blev pålagt alle kollegier at indhente Frederik 6.s afgørelse i alle sager og statsrådsmøderne blev aflyst indtil 1813.
For at holde det følsomme forhold til udlandet i ro og undgå konflikter på grund af rygter i danske aviser indførte man i 1810 efter kongens ordre stramme retningslinjer for pressen. Herefter skulle aviser søge om privilegium for at kunne bringe udenlandske nyheder og dette kunne fratages hvis man alligevel trykte usikre rygter. Fire år senere blev dette indskærpet til forhåndscensur, hvor politimesteren skulle have tilsendt alle tryksager først og han kunne så beslaglægge dem hvis han fandt dem i strid med bestemmelserne af 1799 eller 1810. Denne censur bestod indtil 1848.
I 1812 brød den fransk-russiske alliance sammen og Sverige og Rusland blev allierede og efter Napoleons mislykkede angreb på Rusland tilsluttede England sig denne alliance. Rusland havde lovet Sverige at man efter krigen ville støtte at Norge blev overgivet til Sverige som kompensation for tabet af Finland. Efter Rusland havde tvunget de franske arméer på tilbagetog i vinteren 1812 prøvede Rusland at få Danmark til at tilslutte sig den anti-franske alliance, men da man opretholdte kravet om frivillig afståelse af Norge afviste Frederik 6. tilbuddet. Under våbenstilstanden i sommeren 1813 tilsluttede Danmark sig atter Frankrig, som en sidste mulighed for at holde Danmark-Norge samlet. 11. august begyndte krigen igen og nu stod Danmark alene sammen med Frankrig. Efter Napoleons nederlag ved Leipzig i oktober kunne de svensk-russiske tropper, med den svenske kronprins Karl Johan (tidligere Bernadotte), vende sig mod Danmark. Der udkæmpedes nogle små afværgelsesslag, men 6. januar 1814 faldt Glückstadt og de sidste danske styrker blev indesluttet i Rendsborg. Fredsforhandlinger blev indledt og 14. januar kunne man indgå freden i Kiel, der indbefattede afståelsen af Norge til den svenske konge og hans efterkommere. Dog fik Danmark lov at beholde Grønland, Island og Færøerne.
Imidlertid gjorde nordmændene oprør, og indsatte den danske statholder kronprins Christian som konge. Den svenske kronprins Karl Johan nedkæmpede dog hurtigt den norske modstand.
I efteråret blev Wienerkongressen indledt, og her skulle Europa genoprettes efter næsten 20 år med krige. Den danske konge inviterede sig selv til dette møde mellem alle Europas overhoveder og året efter blev Kielerfreden bekræftet på Wienerkongressen.

### Statsbankerot
Krigsårene fra 1807-13 blev præget af stor inflation. Mens lønningerne steg flere hundrede procent steg kornpriserne endnu mere. Det var ikke billigt at opretholde et hærkontingent i Holsten, og selv om regeringen i 1810 indførte en progressiv indkomstskat for at dække underskuddet, havde man ikke det administrative apparat der krævedes for at kunne få det nye system til at virke. I stedet dækkede man underskuddet ved at trykke flere og flere pengesedler. I perioden 1806-13 steg den samlede seddelmængdes pålydende værdi til det seksdobbelte, mens sedlernes reelle værdi samtidig faldt betydeligt mere. Staten var i og for sig gået bankerot. Man prøvede at forhindre situationen i at løbe løbsk ved forordningen af 5. januar 1813 om forandring af pengevæsenet. I denne blev det bestemt at en nyoprettet rigsbank skulle afløse de tidligere banker og begynde at trykke nye rigsbankdalersedler. Dette betød at småsparere, folk der havde deres penge bundet i statsobligationer eller lå inde med større seddelbeholdninger med et blev relativt fattige. Der gik således ca. ti af de gamle kurantdalere til en ny rigsbankdaler. På længere sigt kunne de nye penge kun komme i pari ved en stadig inddragelse af sedler. Som om det ikke var nok blev al fast ejendom i landet pålagt en førsteprioritet på 6 % kaldet bankhæftelsen, der enten kunne indbetales direkte eller forrentes med 6½ % årligt, men en betingelse var, at betalingen skete i sølv. Da det ikke var til at opdrive sølv, skete betalingen i stedet for i sedler til dagens kurs. Reformen havde dog ikke den ønskede virkning og snart havde folk ligeså lidt tillid til de nye penge som de havde til de gamle. I september 1813 var en rigsbankdalers værdi således faldet til under en tiendedel. En rentebetaling for bankhæftelsen på f.eks. 10 sølvdaler var hermed blevet til 100 rigsbankdaler eller 600 kurantdaler. Pengesystemet var ved at blive sat ud af kraft gennem privat udstedte betalingsmidler og situationen blev kun bedret